# Rokas Milevičius
Rokas Milevičius (ur. 10 grudnia 1986 w Kownie) – litewski żeglarz sportowy, olimpijczyk.
W 2012 reprezentował swój kraj na igrzyskach w Londynie, startując w klasie Laser zajął 42. miejsce.
W XII regatach Volvo Ocean Race zajął 2. miejsce.